# Elizabethtown
Elizabethtown är en amerikansk romantisk komedifilm från 2005, i regi av Cameron Crowe.

## Handling
Företaget, där Drew Baylor (Orlando Bloom) arbetar, har satsat nästan en miljard på den första sko som Drew har designat. Pengar som snart kommer att vara förlorade, eftersom modereportarna tänker såga projektet. Drew är förkrossad och ska precis ta livet av sig när telefonen ringer och han får veta att hans far är död. Drew bestämmer sig för att skjuta på självmordet och åka hem till Elizabethtown för att begrava sin pappa. På vägen hem möter han flygvärdinnan Claire Colburn (Kirsten Dunst), som bestämmer sig för att hjälpa honom att hitta sin livsglädje.

## Om filmen
Filmen är producerad, regisserad och skriven av Cameron Crowe.

## Rollista (i urval)
- Orlando Bloom – Drew Baylor
- Kirsten Dunst – Claire Colburn
- Susan Sarandon – Hollie Baylor
- Jessica Biel – Ellen Kishmore
- Judy Greer – Heather Baylor
- Alec Baldwin – Phil
- Emily Rutherfurd – Cindy Hasboro
- Jed Rees – Chuck Hasboro
- Paul Schneider – Jessie Baylor
- Bruce McGill – Bill Banyon

## Soundtrack
Filmens soundtrack släpptes den 14 oktober 2005 och innehåller bidrag av bland annat Tom Petty, Elton John och My Morning Jacket.
Den amerikanske artisten Ryan Adams spelade in hela 18 låtar avsedda för filmen. Endast en av dessa, "Words", inkluderades emellertid i soundtracket. Adams inspelning, Elizabethtown Sessions (även kallad Darkbeaker), är ännu officiellt outgiven, men florerar som bootleg bland fans.